# 同軸ケーブル

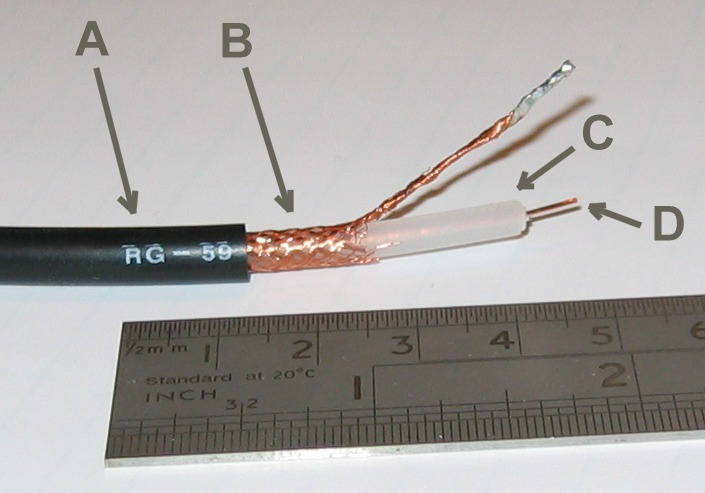
A: シース（保護被覆　ビニール）
B: 外部導体（網組み銅線）
C: 絶縁体（ポリエチレン）
D: 内部導体（軟銅線）

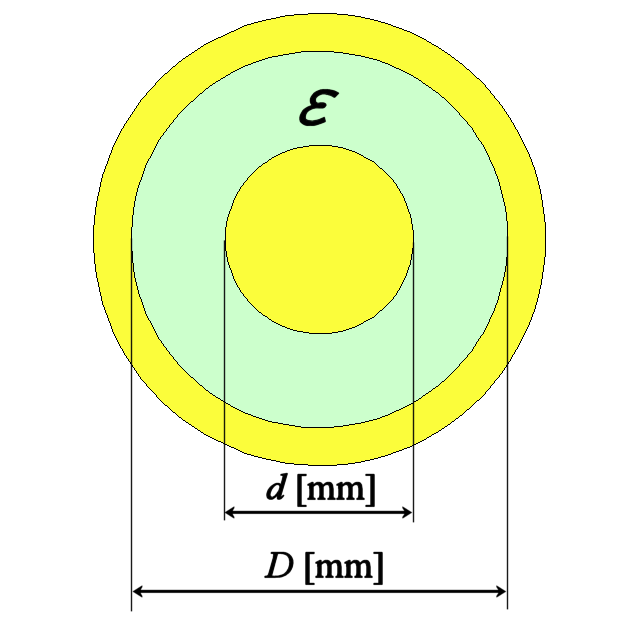
同軸ケーブルの構造。は外部導体の内径、は内部導体の直径、は絶縁体の比誘電率。これらの値から特性インピーダンスを計算できる。

同軸ケーブル（どうじくケーブル、英語: Coaxial cable）とは、電気通信に使われる被覆電線の一種。略称はcoax。
断面は同心円を何層にも重ねたような構造になっており、内部導体（芯線）を覆う外部導体が電磁シールドの役割を果たすため、外部から到来する電磁波の影響を受けにくい。主に高周波信号の伝送用ケーブルとして無線通信機器や放送機器、ネットワーク機器、電子計測器などに用いられている。
1880年に、イギリスの物理学者で、伝送線路の表皮効果に関する研究などを行っていたオリヴァー・ヘヴィサイドによって発明された。

## 概要
軸を同じくした円筒を入れ子にしたような形状であることから「同軸ケーブル」という。ケーブルの断面を見ると、円形の内部導体を絶縁体が、その周囲を外部導体が、そして最後にシース（保護被覆）が覆っているのがわかる。絶縁体はポリエチレンが最も一般的である。外部導体は、編組線（）と呼ばれる細い銅線を編んだものが多い。精密測定や極超短波以上の周波数で減衰を少なくしたい場合など、金属箔を用いたものもある。特長として、不平衡接続であること、外部への電磁波の漏れが少ないこと、ある程度の柔軟性があること、などがある。
外部導体を電位0Vの基準電圧（すなわち接地側）、内部導体を信号線等の側に接続する。
材料や設計によるが、高周波、特にミリ波まで幅広い周波数範囲の伝送ができるようなものもある。例として、テレビ受像機や無線機とアンテナとをつなぐ給電線用、計測機器の信号や音声信号、映像信号の伝送用、旧規格のLAN（MAP、10BASE2や10BASE5）など構内回線網の接続用、高周波信号の伝送を中心とした機器内部の配線用などがある。その他、直流も含む低周波にも、幅広く使用されている。
欠点としては、内部導体の絶縁体にやわらかい発泡ポリエチレンが用いられることから、同軸ケーブルをきつく縛って固定してしまうと絶縁体が変形してインピーダンスが変化してしまうため、損失が多くなる。また内部導体が軟銅線、外部導体の編組が一重であることから、架設・移動で屈曲・引っ張りが生じると損傷しやすい。
同軸ケーブルと組み合わせて使用されるコネクタには、BNC型・N型・M型・F型などいくつかのタイプがある（コネクタ#同軸コネクタを参照）。
同様の構造を持つケーブルとしては、オーディオ機器用のシールド線が一般的だが、こちらは低周波用として使われ、特性インピーダンスが規定されていないため、同軸ケーブルとは区別される。

## 特性インピーダンス
内部導体の直径が d、外部導体の内径が D で、絶縁体の誘電率が ε、透磁率が μ である同軸ケーブルの特性インピーダンスは、損失が無視できる場合に
{\displaystyle Z_{0}={\frac {1}{2\pi }}{\sqrt {\frac {\mu }{\epsilon }}}\ln(D/d)}
で与えられる。比透磁率を 1 で近似すれば、比誘電率を κ として
{\displaystyle Z_{0}/\Omega \simeq {\frac {138}{\sqrt {\kappa }}}\log _{10}(D/d)}
と求められる。
特性インピーダンスは、主に無線機等の電力の伝送用では 50Ω が、主にテレビ受像機等の信号伝送用では 75Ω が一般的である。
同軸ケーブルの絶縁体には当初空気が用いられており、この場合に導体径比 D/d を最適に（損失が少なく）すると特性インピーダンスが約75Ωとなる。近年では絶縁体にポリエチレンが主に用いられるが、この場合に導体径比を最適にすると約50Ωとなる。このことから、一般的なインピーダンスが75Ωおよび50Ωが主流となったとも言われているが、諸説あり、実際のところは不明である。

## 特殊な構造の同軸ケーブル

### 漏洩同軸ケーブル
漏洩（）同軸ケーブル (LCX (Leaky Coaxial cable)) は、外部導体に使用周波数帯に応じた形状の穴を開けたもので、電気信号を伝送するとともに、送受信アンテナとしても働く。
通常のアンテナの利用では電波が伝わりにくいような鉄道線路・トンネル・地下街等に沿って敷設し、列車無線などの業務無線・FM放送・携帯電話・無線LAN・トンネル内ラジオ再放送設備などを利用できるようにするために用いられる。
漏洩給電線（フィーダー線）についてはLeaky feeder（英語版）も参照。

### セミリジッドケーブル
UHF帯やSHF帯を利用する機器内の接続には、外部導体を小径の銅パイプとし、絶縁体をフッ素樹脂とした「セミリジッドケーブル」と呼ばれる同軸線が使われる場合がある。自由に曲げることはできないが、遮蔽特性、インピーダンス特性、挿入損失、耐振動安定性が優れている。

### 同軸管
高電力の通信用・放送用送信機の出力用には、外部導体を銅パイプやアルミパイプとし、絶縁体を空気とした同軸管を使用する。JEITAの規格（EIAJ TT-3004）には、50Ω同軸管として、
WX-12D、WX-20D、WX-39D、WX-77D、WX-120D、WX-152D等が規定されている。
型番中の12, 20, 39等の数字は、外導体の内径を表す。

## 規格

### 代表的な同軸ケーブル
- インピーダンス50Ω（D型） - JIS C 3501・C 3502準拠
  - 3D-2V, 5D-2V, 8D-2V：無線機のアンテナ給電線に使われる。
  - 5D-FB, 8D-FB, 10D-FB：無線機のアンテナ給電線に使われる。アマチュア無線で使われることが多い。絶縁体に発泡ポリエチレンを用い外部導体はアルミ箔と編組線を重ねたものが使われており、低損失である。
- インピーダンス53.5Ω（RG型） - MIL-C-17準拠
  - RG-58/U, RG-58B/U：アマチュア無線で使われることが多い。RG-58A/U・RG-58C/Uは、インピーダンスが50Ω、内部導体が撚り線。
- インピーダンス73Ω (RG型) - MIL-C-17準拠
  - RG-6/U（英語版）：芯線にはAWG18を使用。RG-6A/Uはインピーダンス75Ω。外部導体までの直径は4.75mmで、4C-2Vと5C-2Vの中間サイズ。ケーブルテレビやアメリカでは、テレビ受像機のアンテナ給電線としてよく使われる。
- インピーダンス75Ω (C型) - JIS C 3501・C 3502準拠
  - 4C-2V, 5C-2V：日本のテレビ受像機のアンテナ給電線に使われる。4C-2VはRG-6A, SYV-75-4（中華人民共和国国家標準BG T14864-93）相当、5C-2VはSYV-75-5相当、7C-2VはRG-11・SYV-75-7相当。
  - 3C-FV, 5C-FV, 7CｰFV：日本のテレビ受像機のアンテナ給電線に使われる、BS放送に対応した低損失タイプ。テレビ局やプロダクションのベースバンド伝送（BB, VBS, S-Bus信号）にも使用される。
  - S-4C-FB, S-5C-HFB, S-7C-HFB：日本のテレビ受像機のアンテナ給電線に使われる。CS放送に対応した超低損失タイプ。

### その他の同軸ケーブル
- 3C-2VS、5C-2VS、1.5C-2VS：2Vケーブルとほぼ同じものだが芯線が単線ではなく多数の銅線のスクエア構造になっている。柔軟性が高く、屈曲の多い箇所の使用に使われる。移動仮設用（テレビ中継、イベント映像など）のケーブルとして優れている。
- 2.8C-HD、3C-HD、4C-HD、5CHD、6C-HD、7C-HD、8C-HD : 3G／HD-SDI伝送用ケーブル。7CではFBケーブルの1.3倍の伝送距離になる。絶縁体が3層構造となっている。価格はかなり高価である。
- 3C-FWS、4C-FWS、5C-FWS：FBケーブルでは仮設で使用する場合、外部のアルペットテープにダメージが発生し、減衰特性の劣化が発生する。それを改善したタイプケーブル。編組シールドが二重化してあるため、ケーブルストリッパーは使用不可。また、中心導体は可動用途に適した撚線導体を使うのが一般的。

| S                                                                                         | - | 5 | C                                    | - | F                                                                       | B |                                           | - | |
| ----------------------------------------------------------------------------------------- | - | --- | ------------------------------------ | - | ----------------------------------------------------------------------- | --- | ----------------------------------------- | - | --------------------------------------------------------------------------------------------------- |
| 衛星放送対応 - なし:地上波放送（770MHz以下）のみ対応 - S:地上波・BS・CS放送（2.6GHz）対応 |   | 外部導体までの直径 - 4: 4mm （ケーブル外径6.0±0.5mm） - 5: 5mm （ケーブル外径7.7±0.5mm） - 7: 7mm （ケーブル外径10.2±0.5mm） - 10: 10mm （ケーブル外径12.7±0.6mm） | 特性インピーダンス - C: 75Ω - D: 50Ω |   | 絶縁体 - 2: ポリエチレン - F: 発泡ポリエチレン - HF: 高発泡プラスチック | 外部導体・シース - V: 一重導体編組、ビニールシース - W: 二重導体編組、ビニールシース - T: 三重導体編組、ビニールシース - B: アルミ箔付きプラスチックテープと導体編組、ビニールシース - L: ラミネートシース | 内部導体 - なし・CS: 銅覆鋼線 - S: 撚り線 |   | ラミネートシースの支持形態 - SSS: 巻付け自己支持形 - SSF: ラッシング自己支持形 - SSD: 8字自己支持形 |

※目安としては、○C-2Vは地デジには適するが、BS・CS・4K放送・8K放送には不向き。○C-FV・S-○C-FVは地デジ・BS放送には適するが、CS・4K・8K放送には不向き。S-○C-FBは地デジ・BS・CS放送に適する。またFB（2.6GHz）以上は規定されていないため、製品によってはFBでも4K・8K放送（3.2GHz）にも対応している。
| RG          | - | 58                 | A                                                                        | / | U                               |
| ----------- | - | ------------------ | ------------------------------------------------------------------------ | - | ------------------------------- |
| Radio Guide |   | 形式番号（制定順） | 付加記号（規格改定） - なし: 初版 - A: 改訂A版 - B: 改訂B版 - C: 改訂C版 |   | 用途 - U: 一般用途（Universal） |

## メーカー
以下は、同軸ケーブルの主要な製造および販売会社である。記載されている販売会社の一部は他社からのOEM供給を受けている。
- フジクラ : 旧・藤倉電線
- SWCC：旧・昭和電線電纜
- 住友電気工業
- 三菱電線工業
- プロテリアル：旧・日立電線→日立金属
- 四国電線
- OCC : 旧社名は日本大洋海底電線（日海、NIKKAI）
- 小柳出電気商会
- 日本アンテナ
- マスプロ電工 (OEM)
- DXアンテナ
- パナソニック
- ベルデン
- コムスコープ（米国）
- 八木アンテナ
- 東京特殊電線 : マイクロ波用同軸ケーブル（110GHz対応のコネクタ付きケーブルを製造）